# 巴努夫卡河
巴努夫卡河（波蘭語：Banówka），是東歐的河流，位於俄羅斯和波蘭，流經加里寧格勒州和瓦爾米亞-馬祖里省，河道全長51公里，流域面積311平方公里。